# Lijst van rijksmonumenten in Polsbroek
De plaats Polsbroek telt 20 inschrijvingen in het rijksmonumentenregister. Hieronder een overzicht.
| Object                                                                          | Oorspronkelijke functie? | Bouwjaar                             | Architect | Locatie            | Coördinaten?                  | Nr.?  | Afbeelding        |
| ------------------------------------------------------------------------------- | ------------------------ | ------------------------------------ | --------- | ------------------ | ----------------------------- | ----- | ----------------- |
| Toren der nederlands hervormde kerk                                             | Kerk en kerkonderdeel    | ca. 1300 (bouw) 15e eeuw (verhoogd)  |           | Dorp 24            | 51° 58' 32" NB, 4° 50' 55" OL | 32158 | Meer afbeeldingen |
| Johannes de Doperkerk                                                           | Kerk en kerkonderdeel    | 19e eeuw                             |           | Dorp 24            | 51° 58' 32" NB, 4° 50' 55" OL | 32159 | Meer afbeeldingen |
| Lage kleine boerderij met bogen boven de ramen                                  | Boerderij                |                                      |           | Dorp 41            | 51° 58' 36" NB, 4° 50' 54" OL | 32160 | Meer afbeeldingen |
| Boerderij op L-vormige plattegrond                                              | Boerderij                |                                      |           | Dorp 44            | 51° 58' 34" NB, 4° 50' 58" OL | 32161 | Meer afbeeldingen |
| Boerderij, zeer hoog langhuis met dwarsvleugel, gepleisterd                     | Boerderij                | 17e eeuw                             |           | Dorp 79C / 79D     | 51° 58' 42" NB, 4° 51' 7" OL  | 32162 | Meer afbeeldingen |
| Eenvoudig boerderijtje                                                          | Boerderij                |                                      |           | Dorp 85            | 51° 58' 43" NB, 4° 51' 16" OL | 32163 | Meer afbeeldingen |
| Vossehoeve                                                                      | Boerderij                | 1812                                 |           | Dorp 89            | 51° 58' 46" NB, 4° 51' 23" OL | 32164 | Meer afbeeldingen |
| Boerderij, gepleisterd langhuis, kruisvenster in topgevel                       | Boerderij                | 18e eeuw                             |           | Dorp 95            | 51° 58' 47" NB, 4° 51' 28" OL | 32165 | Meer afbeeldingen |
| Boerderij, gepleisterd langhuis                                                 | Boerderij                | 18e eeuw                             |           | Noordzijdseweg 137 | 51° 59' 4" NB, 4° 52' 15" OL  | 32166 | Meer afbeeldingen |
| Boerderij, langhuis                                                             | Boerderij                | 18e eeuw                             |           | Noordzijdseweg 143 | 51° 59' 7" NB, 4° 52' 24" OL  | 32167 | Meer afbeeldingen |
| Boerderij, langhuis met bogen boven de vensters, fraai exemplaar                | Boerderij                |                                      |           | Noordzijdseweg 163 | 51° 59' 15" NB, 4° 52' 47" OL | 32168 | Meer afbeeldingen |
| Boerderij                                                                       | Boerderij                |                                      |           | Zuidzijdseweg 168  | 51° 59' 21" NB, 4° 53' 10" OL | 32169 | Meer afbeeldingen |
| Boerderij, langhuis, afgewolfde voorgevel                                       | Boerderij                |                                      |           | Noordzijdseweg 177 | 51° 59' 20" NB, 4° 52' 60" OL | 32171 | Meer afbeeldingen |
| Boerderij onder rieten wolfdak                                                  | Boerderij                | 17e eeuw (bouw) 18e eeuw (gewijzigd) |           | Noordzijdseweg 183 | 51° 59' 21" NB, 4° 53' 3" OL  | 32172 | Meer afbeeldingen |
| Boerderij van het middenvoerdeeltype van de hallehuisgroep onder rieten wolfdak | Boerderij                | 17e eeuw (oorsprong)                 |           | Noordzijdseweg 185 | 51° 59' 23" NB, 4° 53' 11" OL | 32173 | Meer afbeeldingen |
| Boerderij, langhuis                                                             | Boerderij                | 18e eeuw                             |           | Noordzijdseweg 189 | 51° 59' 27" NB, 4° 53' 20" OL | 32174 | Meer afbeeldingen |
| Boerderij, gepleisterd dwarshuis                                                | Boerderij                | 17e eeuw                             |           | Zuidzijdseweg 198  | 51° 59' 36" NB, 4° 53' 51" OL | 32175 | Meer afbeeldingen |
| Boerderij, dwarshuis                                                            | Boerderij                | 17e eeuw                             |           | Noordzijdseweg 201 | 51° 59' 32" NB, 4° 53' 35" OL | 32176 | Meer afbeeldingen |
| Boerderij, langhuis                                                             | Boerderij                |                                      |           | Noordzijdseweg 203 | 51° 59' 33" NB, 4° 53' 38" OL | 32177 | Meer afbeeldingen |
| Boerderij                                                                       | Boerderij                |                                      |           | Noordzijdseweg 221 | 51° 59' 38" NB, 4° 53' 53" OL | 32178 | Meer afbeeldingen |